# 印度星衫鱼
印度星衫鱼（学名：Astronesthes indicus）为輻鰭魚綱巨口魚目巨口鱼科星衫鱼属的鱼类。分布于印度洋、太平洋、大西洋以及南海等海域，垂直分布约3000-100米，本魚身體黑色，在鰓蓋與間鰓蓋骨上具有相當大的發光區塊而且沿著下頜的下緣延伸，序列發光器很少且分開，身體中等細長與細長，下巴觸鬚長且細，其頂端擴大了細鰓蓋或腫大的球莖形狀，上顎齒是梳狀體長可達21公分。

## 外部連結
印度星衫鱼的圖片